# سعيد علي عياش
سعيد علي عيسى عياش (19 يونيو 1954- 6 أغسطس 2023) هو مناضل فلسطيني، وعضو في حركة فتح.

## حياته
سعيد عياش، المعروف بأبو المجد، وُلد في حي سلوان بمدينة القدس في 19 يونيو 1954. تلقى تعليمه الابتدائي في مدرسة عبدالقادر الحسيني، ثم انتقل إلى مدرسة الرشيدية لإكمال تعليمه الثانوي. بعد ذلك، حصل على دبلوم في اللغة العبرية والترجمة من كلية بيت بيرل في كفار سابا.
في السبعينيات، انضم أبو المجد إلى حركة فتح حيث شارك بفاعلية في الأنشطة النضالية. وفي عام 1976، شارك في عملية فدائية جريئة، لكنها انتهت بإصابته واعتقاله من قبل قوات الاحتلال الإسرائيلي. خلال فترة سجنه، التحق بالجبهة الشعبية لتحرير فلسطين.
حُكم عليه بالسجن المؤبد (99 عامًا) بتهمة المشاركة في الأعمال الفدائية. رغم الظروف القاسية التي واجهها في السجن، استمر في نضاله من خلال تنظيم الأنشطة والاحتجاجات داخل المعتقل، وساهم في توعية الأسرى بحقوقهم وتعزيز روح المقاومة لديهم. في عام 1985، أفرج عنه ضمن صفقة تبادل الأسرى الشهيرة بعملية الجليل.
بعد الإفراج عنه، لم يتوقف أبو المجد عن نضاله، بل استمر في خدمة قضيته من خلال العمل الصحفي. انضم إلى جريدة القدس، حيث عمل كصحفي متخصص في الشؤون الفلسطينية، مسلطًا الضوء على معاناة الشعب الفلسطيني تحت الاحتلال. بفضل معرفته العميقة باللغة العبرية، عمل أيضًا كمترجم في مركز مدار، مما أتاح له نقل الحقائق والوقائع إلى الجمهور العالمي.
سعيد عياش لم يكن فقط مناضلًا في الميدان والصحافة، بل كان أيضًا خبيرًا قانونيًا ومترجمًا للغة العبرية. استغل خبرته ومعرفته في تقديم استشارات قانونية تتعلق بقضايا الأسرى الفلسطينيين، وساهم في الدفاع عن حقوقهم أمام المحاكم الإسرائيلية. وعمل على توثيق الانتهاكات الإسرائيلية ضد الأسرى، ونقل معاناتهم إلى المؤسسات الحقوقية الدولية.

## حياته الشخصية
كان سعيد عياش متزوجًا وأبًا لثلاثة أبناء: مجد، ميلاد، وعد. واجه وعائلته العديد من الصعوبات والمحن، خاصة بعد استشهاد ابنه ميلاد برصاص الاحتلال الإسرائيلي، مما كان له أثر كبير على حياته وحياة أسرته.

## وفاته
توفي سعيد علي عيسى عياش في 6 أغسطس 2023 عن عمر ناهز 69 عامًا، تاركًا وراءه إرثًا نضاليًا وصحفيًا غنيًا. ودفن في مقبرة باب الرحمة بالقدس، نعته نقابة الصحفيين، مُشيدة بمسيرته النضالية والمهنية المميزة.